# 源経房
源 経房（みなもと の つねふさ）は、平安時代中期の公卿。醍醐源氏、西宮左大臣・源高明の四男。官位は正二位・権中納言。

## 経歴
出生と同年の安和2年（969年）に父の左大臣・源高明が安和の変で失脚し大宰府に流されている。
円融朝末の永観2年（984年）従五位下に初叙。侍従・兵衛佐・左近衛少将などを経て、長徳元年（995年）従四位下に叙せられる。長徳2年（996年）に発生した長徳の変を通じて、同母姉・明子の夫である藤原道長が権力を握ると、経房も同年に右近衛権中将、長徳4年（998年）左近衛中将、長保2年（1000年）従四位上、長保3年（1001年）正四位下・蔵人頭と順調に昇進を重ねた。
寛弘2年（1005年）参議に任ぜられ公卿に列す。議政官として引き続き近衛中将を兼帯するとともに、長和元年（1012年）道長の娘・藤原妍子が三条天皇の中宮に冊立されると、経房は中宮権大夫となり妍子に仕えた。三条朝では長和元年（1012年）正三位、長和2年（1013年）従二位と順調に位階を進め、長和4年（1015年）には権中納言に昇進している。
後一条朝の寛仁2年（1018年）には正二位に昇った。寛仁4年（1020年）大宰権帥を兼ねると、翌治安元年（1021年）鎮西に赴任するが、治安3年（1023年）10月12日に任所において薨去。享年55。
経房の死後、筑前守・平理義が「帥の納所等」を検封し、それを管理していた経房の妻に対して印鑰を引き渡すように責め立てる事件が発生。これに対処するために、常陸介・平維衡が派遣されている。

## 人物
姉婿道長の猶子でありながら、その政敵である中関白家とも近しく、藤原隆家が長和年間に大宰帥として大宰府に赴く際、経房に定子の遺児敦康親王を託したという（『栄花物語』）。隆家の長男良頼は娘婿でもある。更に息子・源定良の娘が隆家の次男経輔の息子師基の妻になっている。
『枕草子』にも「左中将」としてたびたび登場し、特に跋文の「左中将、まだ伊勢守と聞こえし時」の一段には、『枕草子』を最初に世上に広めたのが彼であると書かれ、『枕草子』の成立を考える上で重要な人物である。
『拾遺和歌集』以下、『千載』『玉葉』などの勅撰和歌集に入集。笙の名手であった。

## 官歴
- 安和2年（969年） 日付不詳：出生
- 永観2年（984年） 正月7日：従五位下（一品内親王旧年御給）
- 寛和2年（986年） 8月13日：侍従。10月21日：左兵衛佐
- 永祚元年（987年） 10月14日：従五位上（此日行幸摂政第、仍家司道長朝臣加階所譲叙也）
- 永祚元年（988年） 3月2日：昇殿。3月4日：左近衛少将
- 永祚2年（989年） 1月29日：兼伊予介
- 正暦4年（994年） 1月7日：正五位下（少将労）
- 長徳元年（995年） 1月7日：従四位下。4月13日：伊勢権守
- 長徳2年（996年） 7月21日：右近衛権中将
- 長徳3年（997年） 1月28日：兼備中守
- 長徳4年（998年） 10月22日：左近衛中将
- 長保2年（1000年） 1月24日：従四位上（中将労）
- 長保3年（1001年） 8月25日：蔵人頭（頭中将）。10月10日：正四位下（東三条院御賀院司左大臣所譲叙之）
- 長保4年（1002年） 2月30日：兼内蔵頭美作守
- 長保5年（1003年） 1月30日：兼播磨権守
- 寛弘2年（1005年） 6月19日：参議
- 寛弘4年（1007年） 1月20日：従三位（兄俊賢造宮行事賞譲受）
- 寛弘7年（1010年） 11月25日：兼備前権守
- 寛弘8年（1011年） 日付不詳：備前守
- 長和元年（1012年） 1月27日：丹波権守。2月14日：兼中宮権大夫（中宮・藤原妍子）。11月21日：正三位
- 長和2年（1013年） 9月16日：従二位
- 長和4年（1015年） 2月18日：権中納言
- 寛仁2年（1018年） 10月22日：正二位。11月16日：兼皇太后宮権大夫
- 寛仁4年（1020年） 11月29日：兼大宰権帥
- 治安元年（1021年） 3月4日：九州へ赴任
- 治安3年（1023年） 10月12日：薨去

## 系譜
- 父：源高明
- 母：愛宮 - 藤原師輔の五女
  - 同母姉：源明子 - 藤原道長室
- 妻：藤原懐平の娘
  - 男子：源実基（?-?）
- 生母不明の子女
  - 男子：源定良
  - 男子：源良宗
  - 女子：藤原良頼室
- 猶子
  - 男子：源経仲 - 藤原経通の子